# 財務省主税局
主税局（しゅぜいきょく、英: Tax Bureau）は、日本の中央省庁のひとつである財務省の内部部局の一つ。
明治元年（1868年）5月10日、会計官租税司として設置。初代租税正は渋沢栄一。大蔵省租税司、民部省租税司、大蔵省租税司、大蔵省租税局、大蔵省主税局を経て、財務省主税局。広く租税行政を所管し、国の税制の企画・立案、租税収入見積事務等の業務としている。一時は関税も所管いた。

## 沿革

### 明治
- 1868年（明治元年）5月10日 - 会計官に租税司が設置される。
- 1869年（明治2年）
  - 7月8日 - 大蔵省に移管。
  - 8月4日 - 民部省に移管。租税正を置く。初代租税正渋沢栄一。
- 1840年（明治3年）7月10日 -  大蔵省に移管。
- 1841年（明治4年）7月27日 - 租税寮に改組。
- 1884年（明治17年）5月20日 - 租税局と関税局が合併し、主税官長を長とする主税局が発足する。
- 1886年（明治19年）
  - 2月26日 - 主税官長を廃官。
  - 3月9日 - 主税局長と局次長のポストを配置し、調査課、地租課、酒税課、印紙税課、雑種税課、地方税課、監査課、計算課、徴税費課、統計課の10課を設置。
- 1890年（明治23年）6月28日 - 調査課、印紙税課、雑種税課、地方税課、監査課を廃止。地租課を直税課、酒税課を間税課、統計課を庶務課へとそれぞれ改組し、徴収課を設置。
- 1891年（明治24年）8月16日 - 局次長を廃止。関税局の廃止に伴い、海関税課を設置。
- 1893年（明治26年）11月10日 - 計算課を廃止。直税課と間税課を内国税課として改組。
- 1896年（明治29年）4月16日 - 調査課を設置。
- 1897年（明治30年）4月28日 - 海関税課を関税課、徴収課を経理課、調査課を葉煙草専売課へとそれぞれ改組。
- 1898年（明治31年）11月1日 - 葉煙草専売課を廃止。
- 1905年（明治38年）1月11日 - 専売事業課を設置。
- 1905年（明治38年）1月27日 - 専売技術課を設置。
- 1907年（明治40年）10月3日 - 専売事業課と専売技術課を廃止。
- 1909年（明治42年）11月5日 - 内国税課が再び直税課、間税課となり、関税課は関税局となる。

### 大正
- 1913年（大正2年）6月13日 - 直税課、間税課を廃止し、国税課を設置。関税局は関税課となる。
- 1918年（大正7年）7月11日 - 地価調査課を設置。
- 1922年（大正11年）6月2日 - 地価調査課を廃止。内国税調査課を設置。
- 1924年（大正13年）12月20日 - 経理課を廃止。内国税調査課は国税課に吸収される。
- 1926年（大正15年）5月10日 - 臨時土地賃貸価格調査課を設置。

### 昭和・平成・令和
- 1929年（昭和4年）4月24日 - 臨時土地賃貸調査課を臨時土地調査課へ改組。
- 1934年（昭和9年）12月26日 - 臨時土地調査課を廃止し、経理課が設置される。臨時土地調査課の事務は国税課に吸収され、経理課が国税の徴収、租税や予算・決算の調査を管掌した。
- 1936年（昭和11年）6月3日 - 税制を立案する企画課を設置。
- 1940年（昭和15年）7月5日 - 「家屋税法」が施行されるのに伴い、家屋賃貸価格調査課を設置。
- 1940年（昭和15年）10月21日 - 地方分与税に関する業務と地方財務の調査監督を担当する部局として地方税課を設置。
- 1942年（昭和17年）7月10日 - 家屋賃貸価格調査課を廃止。
- 1942年（昭和17年）11月1日 - 地方税課を廃止。国税課を国税第一課と国税第二課に分離。国税第一課が直接税、国税第二課が間接税、酒税を分掌。
- 1945年（昭和20年）3月17日 - 国税第一課を第一課、国税第二課を第二課、経理課を第三課に編成し、関税課の事務は第三課に移される。
- 1946年（昭和21年）5月1日 - 第三課の関税事務を分離し、再び関税課が置かれる。

## 組織
- 総務課
地方税、地方交付税及び地方譲与税を所掌。
  - 主税企画官（広報） 　 　 　
  - 主税企画官（地方税）  　 　 　
  - 主税調査官（2）
- 調査課
1976年6月25日に内国税及び外国の租税に関する制度の調査事務等を行うため設置された[1]。
- 税制第一課
所得税、資産税、国税通則法、犯則取締り、税理士制度を所掌。
  - 主税企画官
- 税制第二課
1952年8月16日に税制課（税制第一課）から分離される形で新設[2]。消費税を含む間接税、酒税を所掌。
  - 主税企画官
- 税制第三課
1962年6月1日に新設[2]。法人税を所掌。
- 参事官
  - 主税企画官
  - 国際租税総合調整官

## 歴代主税局長

### 租税正・租税司・租税頭・租税局長・主税官長（明治2年12月29日 - ）
| 氏名     | 在任期間         | 在任期間         |
| -------- | ---------------- | ---------------- |
| 渋沢栄一 | 明治2年12月29日  | 明治3年8月24日   |
| 伊藤博文 | 明治4年7月28日   | 明治4年9月20日   |
| 陸奥宗光 | 明治5年6月18日   | 明治7年1月15日   |
| 松方正義 | 明治7年1月15日   | 明治8年11月4日   |
| 吉原重俊 | 明治10年1月11日  | 明治14年12月22日 |
| 市川正寧 | 明治14年12月22日 | 明治17年5月20日  |
| 郷純造   | 明治17年5月20日  | 明治19年2月9日   |
| 中村元雄 | 明治19年3月9日   | 明治24年4月27日  |

### 主税局長（明治19年2月26日 - 現在）
| 氏名                         | 在任期間（任免）                                       | 在任期間（任免）           | 前職                                          | 後職                                  |
| ---------------------------- | ------------------------------------------------------ | -------------------------- | --------------------------------------------- | ------------------------------------- |
| 中村元雄                     | 明治19年2月26日                                        | 明治24年4月7日             | 大蔵省主税官長                                | 群馬県知事                            |
| 中野健明                     | 明治19年3月26日                                        | 明治21年3月5日             | 関税局長                                      | 関税局長                              |
| 田尻稲次郎                   | 明治24年7月24日                                        | 明治25年8月10日            | 銀行局長                                      | 大蔵次官                              |
| 加藤高明                     | 明治25年8月10日                                        | 明治27年7月28日            |                                               |                                       |
| 目賀田種太郎                 | 明治27年7月28日                                        | 明治37年10月18日           |                                               |                                       |
| 若槻礼次郎                   | 明治37年10月18日                                       | 明治39年1月8日             |                                               |                                       |
| 桜井鉄太郎                   | 明治39年1月8日                                         | 明治42年11月5日            |                                               |                                       |
| 菅原通敬                     | 明治42年11月5日                                        | 大正4年7月2日              |                                               | 大蔵次官                              |
| 松本重威                     | 大正4年7月2日                                          | 大正12年4月6日             |                                               | 退官（日本興業銀行副総裁）            |
| 黒田英雄                     | 大正12年4月6日                                         | 昭和2年5月17日             | 銀行局長                                      | 大蔵次官                              |
| 藤井真信                     | 昭和2年5月17日                                         | 昭和4年7月4日              | 東京税務監督局長                              | 主計局長                              |
| 青木得三                     | 昭和4年7月4日                                          | 昭和6年12月18日            |                                               |                                       |
| 中島鉄平                     | 昭和6年12月18日                                        | 昭和9年12月8日             |                                               |                                       |
| 石渡荘太郎                   | 昭和9年12月8日                                         | 昭和11年3月13日            |                                               | 内閣調査局調査官                      |
| 山田龍雄                     | 昭和11年3月13日                                        | 昭和12年2月4日             | 内閣調査局調査官                              | 造幣局長                              |
| 石渡荘太郎                   | 昭和12年2月4日                                         | 昭和12年6月5日             | 内閣調査局調査官                              | 大蔵次官（第一次近衛内閣）            |
| 大矢半次郎                   | 昭和12年6月5日                                         | 昭和15年12月14日           |                                               |                                       |
| 松隈秀雄                     | 昭和15年12月14日                                       | 昭和19年3月24日            |                                               |                                       |
| 田中豊                       | 昭和19年3月24日                                        | 昭和20年2月28日            | 理財局長                                      | 大蔵次官                              |
| 池田勇人                     | 昭和20年2月28日                                        | 昭和22年2月6日             | 東京財務局長                                  | 大蔵次官                              |
| 昭和22年（日本国憲法施行年） |                                                        |                            |                                               |                                       |
| 平田敬一郎                   | 1947年（昭和22年）12月29日                             | 1952年（昭和27年）12月27日 | 物価庁第一部長                                | 国税庁長官                            |
| 渡辺喜久造                   | 1952年（昭和27年）12月27日                             | 1956年（昭和31年）7月6日   | 東京国税局長                                  | 国税庁長官                            |
| 原純夫                       | 1956年（昭和31年）7月6日                               | 1960年（昭和35年）4月12日  | 主計局次長                                    | 国税庁長官                            |
| 村山達雄                     | 1960年（昭和35年）4月12日                              | 1963年（昭和38年）4月22日  | 大臣官房財務調査官                            | 退官                                  |
| 泉美之松                     | 1963年（昭和38年）4月22日 - 1965年（昭和40年）11月16日 |                            | 国税庁次長                                    | 国税庁長官                            |
| 塩崎潤                       | 1965年（昭和40年）11月16日 - 1967年（昭和42年）11月7日 |                            | 国税庁次長                                    | 退官                                  |
| 吉国二郎                     | 1967年（昭和42年）11月7日 - 1969年（昭和44年）8月6日   |                            | 証券局長                                      | 国税庁長官                            |
| 細見卓                       | 1969年（昭和44年）8月6日 - 1971年（昭和46年）6月1日    |                            | 大臣官房審議官                                | 財務官                                |
| （吉田太郎一）               | 1971年（昭和46年）6月1日 - 1971年（昭和46年）6月15日   |                            | （大臣官房審議官が心得兼務）                  | （大臣官房審議官が心得兼務）          |
| 高木文雄                     | 1971年（昭和46年）6月15日 - 1974年（昭和49年）6月26日  |                            | 大臣官房長                                    | 大蔵事務次官                          |
| 中橋敬次郎                   | 1974年（昭和49年）6月26日 - 1975年（昭和50年）7月8日   |                            | 大臣官房長                                    | 国税庁長官                            |
| 大倉真隆                     | 1975年（昭和50年）7月8日 - 1978年（昭和53年）6月17日   |                            | 国際金融局長                                  | 大蔵事務次官                          |
| 高橋元                       | 1978年（昭和53年）6月17日 - 1981年（昭和56年）6月26日  |                            | 経済企画庁長官官房長                          | 大蔵事務次官                          |
| 福田幸弘                     | 1981年（昭和56年）6月26日 - 1982年（昭和57年）6月1日   |                            | 大臣官房付・ 日本銀行政策委員会大蔵省代表委員 | 国税庁長官                            |
| 梅澤節男                     | 1982年（昭和57年）6月1日 - 1985年（昭和60年）6月25日   |                            | 大阪国税局長                                  | 国税庁長官                            |
| 水野勝                       | 1985年（昭和60年）6月25日 - 1988年（昭和63年）12月27日 |                            | 東京国税局長                                  | 国税庁長官                            |
| 尾崎護                       | 1988年（昭和63年）12月27日 - 1991年（平成3年）6月11日  |                            | 大臣官房審議官                                | 国税庁長官                            |
| 濱本英輔                     | 1991年（平成3年）6月11日 - 1993年（平成5年）6月25日    |                            | 大臣官房総務審議官                            | 国税庁長官                            |
| 小川是                       | 1993年（平成5年）6月25日 - 1995年（平成7年）5月26日    |                            | 証券局長                                      | 国税庁長官                            |
| 薄井信明                     | 1995年（平成7年）5月26日 - 1998年（平成10年）1月31日   |                            | 大臣官房審議官                                | 国税庁長官                            |
| 尾原榮夫                     | 1998年（平成10年）1月31日 - 2001年（平成13年）7月10日  |                            | 大臣官房審議官                                | 国税庁長官                            |
| 大武健一郎                   | 2001年（平成13年）7月10日 - 2004年（平成16年）7月2日   |                            | 国税庁次長                                    | 国税庁長官                            |
| 福田進                       | 2004年（平成16年）7月2日 - 2006年（平成18年）7月28日   |                            | 会計センター所長 財務総合政策研究所長         | 国税庁長官                            |
| 石井道遠                     | 2006年（平成18年）7月28日 - 2007年（平成19年）7月10日  |                            | 国税庁次長                                    | 会計センター所長 財務総合政策研究所長 |
| 加藤治彦                     | 2007年（平成19年）7月10日 - 2009年（平成21年）7月14日  |                            | 国税庁次長                                    | 国税庁長官                            |
| 古谷一之                     | 2009年（平成21年）7月14日 - 2012年（平成24年）8月17日  |                            | 大臣官房審議官                                | 国税庁長官                            |
| 田中一穂                     | 2012年（平成24年）8月17日 - 2014年（平成26年）7月4日   |                            | 理財局長                                      | 主計局長                              |
| 佐藤慎一                     | 2014年（平成26年）7月4日 - 2016年（平成28年）6月17日   |                            | 大臣官房長                                    | 財務事務次官                          |
| 星野次彦                     | 2016年（平成28年）6月17日 - 2019年（令和元年）7月5日   |                            | 国税庁次長                                    | 国税庁長官                            |
| 矢野康治                     | 2019年（令和元年）7月5日 - 2020年（令和2年）7月20日    |                            | 大臣官房長                                    | 主計局長                              |
| 住澤整                       | 2020年 (令和2年) 7月20日 - 2023年（令和5年）7月4日     |                            | 大臣官房審議官                                | 国税庁長官                            |
| 青木孝徳                     | 2023年 (令和5年) 7月4日 -                              |                            | 大臣官房長                                    |                                       |

## 歴代主税局次長
| 氏名       | 在任期間                                               | 前職                          | 後職           |
| ---------- | ------------------------------------------------------ | ----------------------------- | -------------- |
| 正示啓次郎 | 1947年（昭和22年）12月29日 - 1948年（昭和23年）4月14日 | 主計局総務課長 主計局司計課長 | 主税局監理部長 |

## 歴代主税局監理部長
| 氏名       | 在任期間                                             | 前職       | 後職           |
| ---------- | ---------------------------------------------------- | ---------- | -------------- |
| 正示啓次郎 | 1948年（昭和22年）4月14日 - 1949年（昭和23年）6月1日 | 主税局次長 | 国税庁総務部長 |